# Belinda Bozzoli
Belinda Bozzoli (17 décembre 1945-5 décembre 2020) est une autrice, universitaire, sociologue et femme politique sud-africaine. Elle est vice-rectrice adjointe de l'Université du Witwatersrand à partir de 2002, après avoir dirigé l'école des sciences sociales de cette même université. En 2014, Bozzoli est élue membre du parlement sud-africain sous la bannière de l'Alliance démocratique. Depuis 2019, elle occupe le poste de porte-parole ministre de l’Enseignement supérieur, de la Science et de la Technologie.

## Origines et éducation
Bozzoli nait le 17 décembre 1945 à Johannesburg, de Guerino Renzo et Cora Bertha Bozzoli, tous deux sud-africains d'origine italienne,.
Elle obtient  son baccalauréat ès arts avec distinction de l'Université du Witwatersrand, puis sa maîtrise ès arts et son doctorat en philosophie à l'Université du Sussex.

## Carrière universitaire
Entre 1978 et 1979, elle est chercheuse associée à l'Université Yale.
Bozzoli est l'autrice de trois livres publiés à l'échelle internationale etl'éditrice ou le coéditrice de quatre autres. Elle publie, au total, 26 articles.
Bozzoli deivent cheffe du département de sociologie à l'Université du Witwatersrand à la fin des années 1990 et où elle dirige l'École des sciences sociales de 2001 à 2003. Par la suite, elle est vice-rectrice adjointe en 2002 et préside le conseil d'administration de la National Research Foundation pendant un certain temps.
Elle reçoit la note A de la National Research Foundation en 2006 devenant ainsi la première sociologue à bénéficier de cette distinction. Elle est aussi le directeur par intérim du Wits Institute for Social and Economic Research.

## Parcours politique
En 2014, Bozzoli se présente aux élections à l'Assemblée nationale sud-africaine en figurant à la 77e position sur la liste nationale du parti l'Alliance démocratique (DA).
Lors des élections, elle remporte un siège à l'Assemblée nationale. Après son élection, elle devient porte-parole du ministre de l'Enseignement supérieur et de la Formation. Elle est membre du Comité du portefeuille de l'enseignement supérieur et de la formation et contact du DA pour la circonscription de Boksburg Ouest pendant la législature 2014-2019.
En octobre 2016, elle dénonce la politique universitaire menée par le Parti du Congrès national africain, estimant que la réduction du financement public entraîne une surcharge des effectifs dans les classes et une hausse des frais de scolarité.
Bozzoli est réélue au Parlement en 2019 avant d'être nommée porte-parole du ministre de l'Enseignement supérieur, des Sciences et de la Technologie. un portefeuille nouvellement créé.
En juin 2020, elle exprime ses inquiétudes concernant la décision du gouvernement sud-africain de annuler 1,96 milliards de rands de dette. Elle déclare que le DA n’a aucune objection à l’annulation des dettes des étudiants à faible revenu, mais elle s’interroge sur le fait que cette mesure peut également bénéficier à des étudiants aisés qui refusent simplement de rembourser leurs prêts. Elle s’inquiète aussi de l’impact que cela pourrait avoir sur le financement des universités.

## Publications
- (en) Labour, townships, and protest : studies in the social history of the Witwatersrand, Johannesbourg, Ravan Press in association & Institute of African Studies, 1979, 342 p. (ISBN 9780869750896)[13].
- The Political Nature of a Ruling Class: Capital and Ideology in South Africa 1890-1933, Taylor & Francis Group, coll. « Routledge Revivals Series », 2024 (ISBN 978-1-040-25589-6)[14].
- Belinda Bozzoli, Theatres of Struggle and the End of Apartheid, Edinburgh University Press, coll. « International African Library IAL », 2022 (ISBN 978-1-4744-6467-3)[15].

## Décès
Bozzoli meurt d'un cancer le 5 décembre 2020, douze jours avant son 75e anniversaire. Elle laisse derrière elle son époux, Charles van Onselen, ainsi que leurs trois enfants. Jusqu'à ses derniers mois, elle continue à exercer ses fonctions politique malgré la  maladie.